# Suda Mitsuchika
Suda Mitsuchika (須田満親?; 1526 – 1598) è stato un samurai giapponese del periodo Sengoku, servitore del clan Uesugi.

## Biografia
Nato nella provincia di Shinano nel 1526 divenne signore del castello di Kaizu e si unì a Murakami Yoshikiyo quando Takeda Shingen iniziò la conquista di quelle terre. Sconfitto, nel 1553 fuggì nella provincia di Echigo e divenne, assieme a Yoshikiyo, servitore di Uesugi Kenshin partecipando alle battaglie di Kawanakajima. Dopo la morte di Kenshin supportò Uesugi Kagekatsu e divenne il comandante in capo della provincia di Etchū controllata dagli Uesugi.
Dopo l'assedio di Uozo riconquistò il castello di Matsukura che perse l'anno successivo, nel 1583, dopo una feroce battaglia con Sassa Narimasa, diventando successivamente governatore del castello di Kaido. Nel 1585 fu custode di Sanada Yukimura quando quest'ultimo fu mandato come ostaggio agli Uesugi da Sanada Masayuki e partecipò al primo assedio di Ueda. 
Continuò a lavorare come negoziatore per Kagekatsu, ma in seguito perse il favore di quest'ultimo. Tuttavia Toyotomi Hideyoshi apprezzò molto le capacità di Mitsuchika e lo rese servitore del clan Toyotomi.